# Hipposideridae
Los hiposidéridos (Hipposideridae) son una familia de murciélagos microquirópteros. Anteriormente se la incluía como subfamilia de los rinolófidos, estudios posteriores, genéticos y fisiológicos, aconsejaron clasificarla como una familia.

## Clasificación
Familia compuesta por especies pertenecientes a 6 géneros actuales y varios de extintos:
- Anthops Thomas, 1888
- Asellia Gray, 1838
- Aselliscus Tate, 1941
- Coelops Blyth, 1848
- Hipposideros J. E. Gray, 1831
- Paracoelops Dorst, 1947
- Miophyllorhina †
- Palaeophyllophora †
- Paracoelops
- Paraphyllophora †
- Riversleighia †
- Vaylatsia †